# Elaphrornis palliseri
El zarzalero de Ceilán  (Elaphrornis palliseri) es una especie de ave paseriforme en la familia Locustellidae endémica de la isla de Ceilán. Es la única especie del género Elaphrornis.

## Descripción
Mide 14 cm de largo, su cola es amplia y sus alas son cortas. El adulto posee la espalda color marrón y sus zonas inferiores gris claro. Posee una pequeña lista superciliar, y su garganta posee una coloración anaranjada. Ambos sexos son idénticos, pero los ejemplares juveniles carecen de la coloración en la garganta.
El zarzalero de Ceilán es una especie difícil de observar. Tal vez el mejor sitio para observarla es en el parque nacional Horton Plains. Permanece en zonas de vegetación baja y es insectívoro. A menudo los machos son detectados por su larga llamada, que incluye un queet abrupto.

## Distribución y hábitat
Es un reproductor residente endémico de la isla de Sri Lanka, especialmente en la zona de tierras altas en el centro de la isla por lo general por encima de la cota de 1200 m.s.n.m. Habita en el sotobosque cerrado denso, a menudo  en proximidades de un curso de agua.Construye su nido en un arbusto, y la puesta consiste de dos huevos.